# Winterrettich
Winterrettich (Raphanus sativus L. var. sativus) ist ein mild schmeckender Riesenrettich aus Ostasien. Es handelt sich um eine Zuchtform (Cultivar) des Garten-Rettichs (Raphanus sativus L.). Es gibt viele verschiedene Sorten des Winterrettichs. Als Kreuzblütler ist der Winterrettich ein enger Verwandter verschiedener Kohlarten. Winterrettich wurde früher wissenschaftlich als eigene Varietät – Raphanus sativus subsp. longipinnatus – klassifiziert. Heute wird er vereint mit den europäischen Rettich-Sorten in einer Cultivargruppe Raphanus sativus Radish Group zusammengefasst.

## Bezeichnung
Der Winterrettich ist auch als Japanischer Rettich, Daikon-Rettich oder Chinesischer Rettich bekannt. In Japan wird er Daikon (japanisch 大根 ‚Große Wurzel‘), in China Luóbo (chinesisch 蘿蔔 / 萝卜, Pinyin luóbo, Jyutping lo6baak6 – „Rettich“, auch 白蘿蔔 / 白萝卜,  bái luóbo, Jyutping baak6 lo6baak6 – „weißer Rettich“, regional 菜頭 / 菜头,  càitóu, Jyutping coi3tau4), in Korea Mu (Hangeul 무 mu, deutsch ‚Rettich‘) bzw. Huinmu (흰무 hŭin mu, deutsch ‚weißer Rettich‘) und in Indien Mooli genannt.

## Ursprung und Herkunft
Der Ursprung des Winterrettichs ist in Südost- bzw. Ostasien. Heute wird er wie viele andere Rettich-Arten überall auf der Welt angebaut. Das ursprüngliche Verbreitungsgebiet aller Rettich-Arten ist jedoch umstritten. Es gibt sowohl Annahmen, dass das Verbreitungsgebiet vom Mittelmeerraum in Europa über Nordafrika bis über Vorderasien nach Pakistan reicht als auch Hinweise, dass es sich in Südost- bzw. Ostasien über China in die ganze Welt verbreitet hat.

## Beschreibung
Der Winterrettich ist wie anderer Garten-Rettich eine ein- bis zweijährige Pflanze mit langer Pfahlwurzel, die zunächst eine grundständige Blattrosette bildet, später erscheint der verzweigte Blütenstand mit zahlreichen rosafarbenen Blüten. Sorten wie Daikon- bzw. Luóbo-Rettich haben auch weiße Blüten.
Die Blätter der Daikon-Sorten sind meist tief eingeschnitten, die Blattrosette kann einen Durchmesser von bis zu zwei Meter erreichen. Die verdickte Wurzel bildet sich häufig zum Teil oberirdisch und vergrünt, wie beispielsweise der in Japan sehr verbreitete Aokubi-Typ (青首大根) – 2013 in Japan mit einem Marktanteil von über 90 %. Die Abmessungen betragen meist 10 bis 50 cm in der Länge bei einem Durchmesser von 4 bis 10 cm und einem Gewicht von 1 bis 4 kg, selten bis 20 kg. Die Sorte Shōgoin-Daikon (聖護院大根) wird noch größer und erreicht einen Durchmesser von einem Meter und ein Gewicht von 50 kg. Der japanische Daikon schmeckt im Vergleich zum koreanischen – Hŭinmu – und chinesischen Cultivar – Luóbo – milder, während Arten aus Korea und China meist herzhafter, würziger und schärfer sind. Das Fleisch des frischen Daikon-Rettichs ist fest, saftig und gleichmäßig weiß. Jedoch gibt es auch Sorten mit rotem Fleisch wie den chinesischen Xinlimei-Rettich (心裡美蘿蔔 / 心里美萝卜) – in Japan als Kōshin-Rettich (紅芯大根 ‚Rotkern-Daikon‘) bekannt. In Europa und USA ist das Wurzelgemüse Winterrettich – Daikon – sowohl im gewöhnlichen Supermarkt als auch im Asiamarkt zu finden.

## Anbau

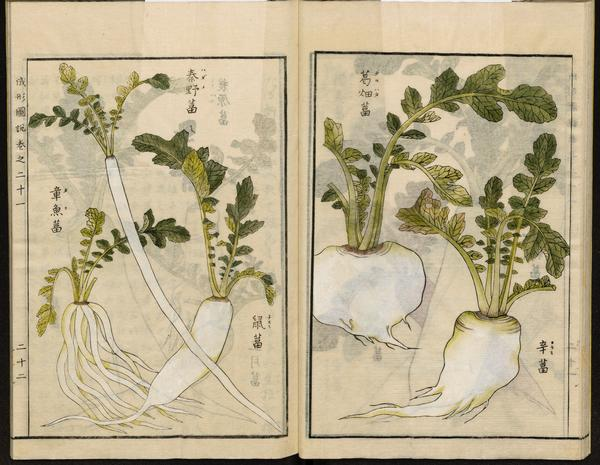
Verschiedene Daikon – v. l. n. r.
章魚葍 Tako-Daikon
秦野葍 Hadano-Daikon
鼠葍 Nezumi-Daikon
葛畑葍 Kazurahata-Daikon
辛葍 Karami-Daikon, Japan 1804

Der Winterrettich bevorzugt einen vollsonnigen bis halbschattigen Standort und benötigt einen nährstoffreichen tiefgründigen Boden, der locker, sandig, lehmig oder leicht krümelig ist. Durch Untermischen von Kompost und Sand kann die Qualität des Bodens gegebenenfalls verbessert werden. Am besten sollte der Boden einen pH-Wert zwischen 5,5 bis 7 aufweisen.
Im Allgemeinen wird der Winterrettich meist ausgesät statt gepflanzt. Daher sollte man den Boden entsprechend einen Monat vorher vorbereiten und bei Bedarf Dung oder nährstoffreichen Humus im Ackerboden unterarbeiten. Der japanische Daikon mit langer Pfahlwurzel benötigt einen tiefgründigen lockeren Boden von bis zu zwei Spatentiefen oder mindestens 20 cm. Verdichtete nicht ausreichend umgegrabene Böden oder steinige Böden mit Astwerk im Erdreich hindern das normale Wachstum der Pfahlwurzel in die Tiefe und führt zur Deformierung der Speicherwurzel. Es sollte am besten in Reihen gesät werden, mit einem Abstand von 15 bis 25 cm zwischen den Pflanzen einer Reihe und 40 bis 60 cm zwischen den Reihen. Manchmal werden die Pflanzen angehäufelt. Bei großen Sorten entsprechend etwas größeren Abstand – 30 bis 40 cm zwischen den Pflanzen einer Reihe. Die Samen großer langer Sorten sollten etwa 2 bis 3 cm tief ausgesät werden, während Samen von runden Arten nur leicht mit dünner Erdschicht bedeckt werden. Danach sollte die Saat gründlich gewässert werden. Nach dem Keimen müssen die Keimlinge gut feucht gehalten werden.
Der Zeitpunkt der Aussaat hängt von der jeweiligen Art ab und liegt meist im Sommer zwischen Juni und August. Bei zu früher Saat kann es passieren, dass die Pflanze schnell zur Blüte geht ohne Ausbildung einer Knolle. Hingegen fehlt der Pflanze bei zu später Saat Zeit für eine Ausreifung der Knolle beim ersten Frost.
Der Winterrettich hat eine längere Kultivationsdauer als andere Rettiche, insbesondere der japanische Daikon – etwa 50 bis 120 Tage (zwischen 13 und 15 Wochen) von der Aussaat bis zur Ernte. Die Erntezeit ist allgemein zwischen Oktober bis Dezember, wobei durch das Abdecken der Bepflanzung mit Vlies als Frostschutz die Erntezeit etwas hinausgezögert werden kann.
Bei Wasser- oder Bor-Mangel im Erdreich wird der Winterrettich rissig. Da Winterrettich viel Bor und einen gleichmäßig feuchten Boden benötigt, ist deshalb das regelmäßige Harken und Gießen wichtig, insbesondere bei großer Hitze, um gleichbleibende Feuchte im Boden zu halten. Allgemein gilt bei Düngung von Winterrettich weniger ist mehr. Bei der Düngung sollte borhaltiger Mineraldünger verwendet werden. Bei der Nutzung von frischem Bio- oder Stickstoff-Dünger verhindert ein sparsamer Umgang die Anziehung von Schädlingen und höheren Krankheitsbefall. Neben untergearbeitetem Kompost als Grunddüngung kann Hornmehl nach etwa einem Monat hinzugegeben werden. Wurde der Boden vor dem Anbau mit Nährstoffen angereichert, ist eine Düngung zum späteren Zeitpunkt meist unnötig. Zu spät geerntete oder unter Trockenstress gewachsener Daikon wird holzig, bitter und verliert das Aroma. Häufig werden die großen Rettiche von Hand geerntet, um sie nicht zu beschädigen.
Winterrettiche lassen sich „naturbelassen mit Erde“ relativ gut lagern und halten sich etwa drei bis vier Wochen. Dabei können die Blätter vom Wurzelgemüse abgedreht, aber nicht abgeschnitten werden. Unter kühlen kontrollierten Bedingungen (0 °C, 95 bis 100 % relative Luftfeuchte) im dunklen Keller in einer sandgefüllten Kiste unter einer feuchten Sandsicht von etwa 3 bis 4 Dicke in beliebiger Abfolge, mindestens zwei Monate. Allerdings kann eine zu hohe Schichtung bzw. Lagerung von Exemplaren mit Schäden zu Fäulnis führen. „Fehlerhafte“ Exemplare sollte vor der Lagerung immer aussortiert werden. Unter optimalen Bedingungen bei einer konstant kühlen Lagerung können Winterrettiche sogar vier bis sechs Monate halten. Alternativ lassen sich Winterrettiche ohne grünes Blattwerk auch in einer Erdmiete lagern, die mit einem feinen Maschendraht gegen Wühlmausbefall ausgelegt ist. Darüber kommen 10 cm Sand mit etwas Stroh und dann die Winterrettiche. Anschließend werden die Rettiche wieder mit 20 cm Stroh, darüber Kunststoffvlies und Tannenreisig abgedeckt. Höhere Lagertemperatur reduziert die Lagerdauer automatisch. Eingewickelt in einem feuchten Tuch lässt sich der Daikon-Rettich im Kühlschrank auch länger aufbewahren.
Als Kreuzblütler verträgt sich Winterrettich meist nicht gut mit Pflanzen gleicher Familie wie Kohl, Kohlrabi, Radieschen oder Rucola. Ein alleiniger Standort wäre sinnvoll und vorteilhaft für die Pflanze, da das Blatt- und Laubwerk der Pflanze groß ist und viel Platz einnimmt. Als Mischkulturpflanzen kommen Bohnen, Erbsen, Spinat, Petersilie, Feldsalat, Mangold, Karotte und Grünkohl in Frage. Als Nachfrucht eignen sich Kürbis, Gurke, Endivie und Schnittsalat nur bedingt, während sich Tomaten weder als Vor- noch Nachfrucht eignen.

## Verwendung
In der japanischen Küche ist der Daikon-Rettich ein unverzichtbarer Bestandteil. Er wird roh, eingemacht, eingelegt, getrocknet oder – insbesondere der Shōgoin-Typ – gekocht verzehrt. In Japan kann der gekochte Daikon beispielsweise allein oder in Eintopfgerichten wie Nabemono oder Oden serviert werden. Daikon wird oft hauchdünn geschnitten oder fein gerieben und als Garnierung und Einlage in Suppen wie Miso-Suppe verwendet oder als Beilage zu Tempura serviert, um ihn in die Sauce zu mischen. Mit Sojasauce wird er zu japanischen Hamburgern serviert. Man macht aus ihm auch Takuan – eine Art eingelegtes Gemüse (Tsukemono), das für Sushi und als Garnierung für weißen Reis verwendet wird.
Geschnetzelt und getrocknet werden japanische Rettiche zum Kiriboshi Daikon (切干大根 ‚geschnittener getrockneter Daikon‘). Ganze eingelegte Daikon-Rettiche heißen Takuan, diese sind oft leuchtend gelb. Es wird behauptet – historisch bisher ohne Fundierung – ein buddhistischer Mönch der Rinzai-Schule namens Takuan Sōhō (1573–1645) bereitete diesen eingelegten Daikon zuerst zu, um das Gemüse für den Winter haltbar zu machen. Eingelegte Daikon-Scheiben oder Senmaizuke (千枚漬け) sind eine Spezialität (Meisan) der Stadt Kyōto.
Bettarazuke (べったら漬け) ist eine in Tokio beliebte Art eingelegter Daikon. Er wird durch Marinieren mit Zucker, Salz und Sake – in dem die Schimmelkulturen belassen wurden – hergestellt. Der Name stammt von der Klebrigkeit des Rückstandes des Einlegeprozesses. Bettarazuke hat einen knackigen, süßen Geschmack. Neben der traditionellen Nutzung gibt es in der modernen Lebensmittelindustrie den Daikon auch in Snackform als frittierte Daikon-Chips (siehe Kartoffelchips, Bananenchips o. Ä.).
Am Abend des 19. Oktober wird im Gebiet um dem Takarada-Schrein eine „Bettara-Messe“ (Bettara Ichi) abgehalten, um den in diesem Jahr frisch eingelegten Bettarazuke zu verkaufen.
Frische Blätter des Daikon können auch als Blattgemüse oder Salate gegessen werden. Jedoch werden sie beim Verkauf im Laden oft entfernt, da sie schlecht in den Kühlschrank passen und rasch gelb werden. Daikon-Sprossen, bekannt als Kaiware Daikon (穎割れ大根) – kurz Kaiware (穎割れ) – sind eine beliebte Salatzutat und Garnitur für Speisen wie beispielsweise Sushi, Donburi, Udon-Nudelsuppe o. Ä.

Winterrettich – Speise (Auswahl)
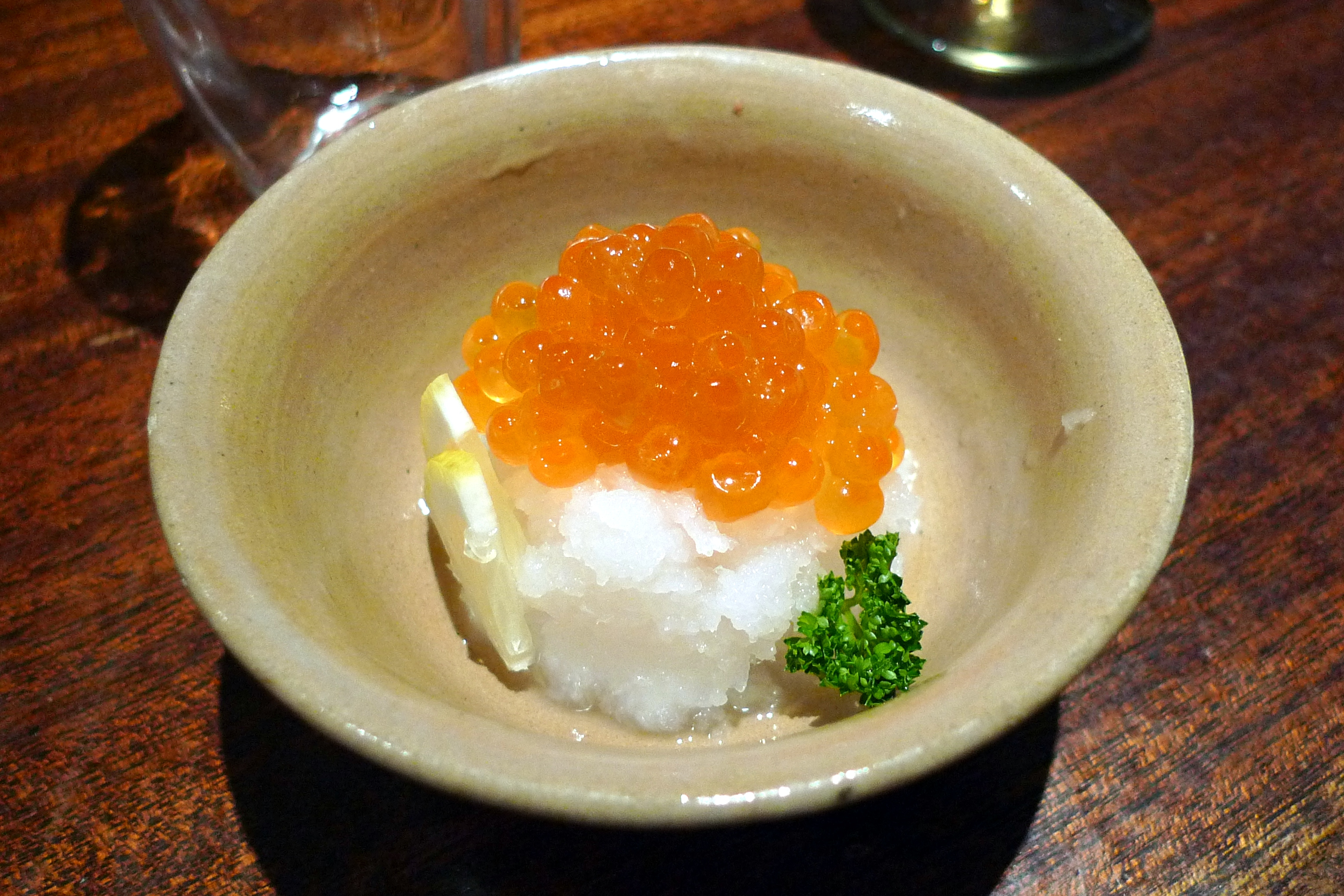
Lachsrogen auf Daikonstreifen – Vorspeise, London 2009
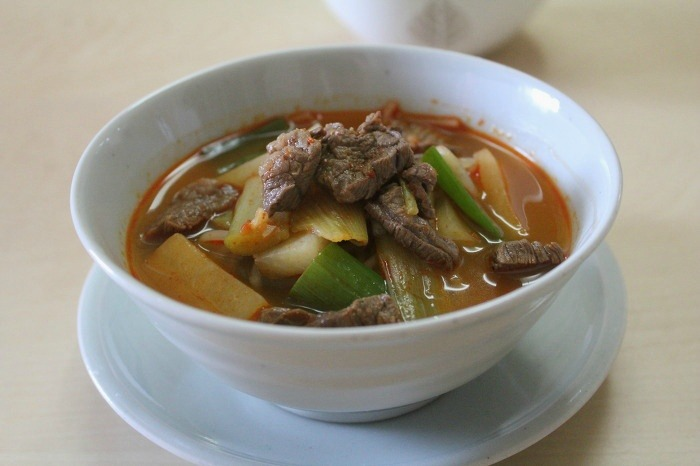
Soegogi-Muguk – Rindfleisch-Rettichsuppe, Korea 2012
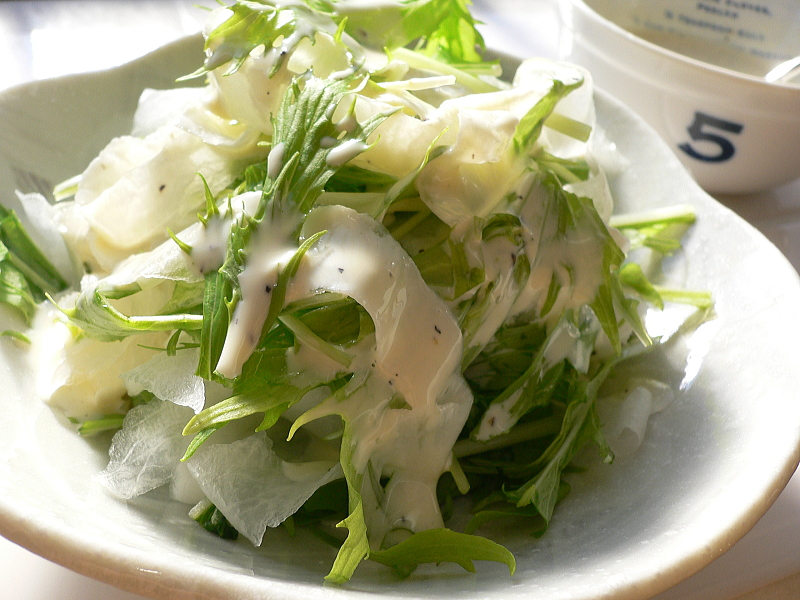
„Mizuna[22]-Daikon-Salat“, 2007
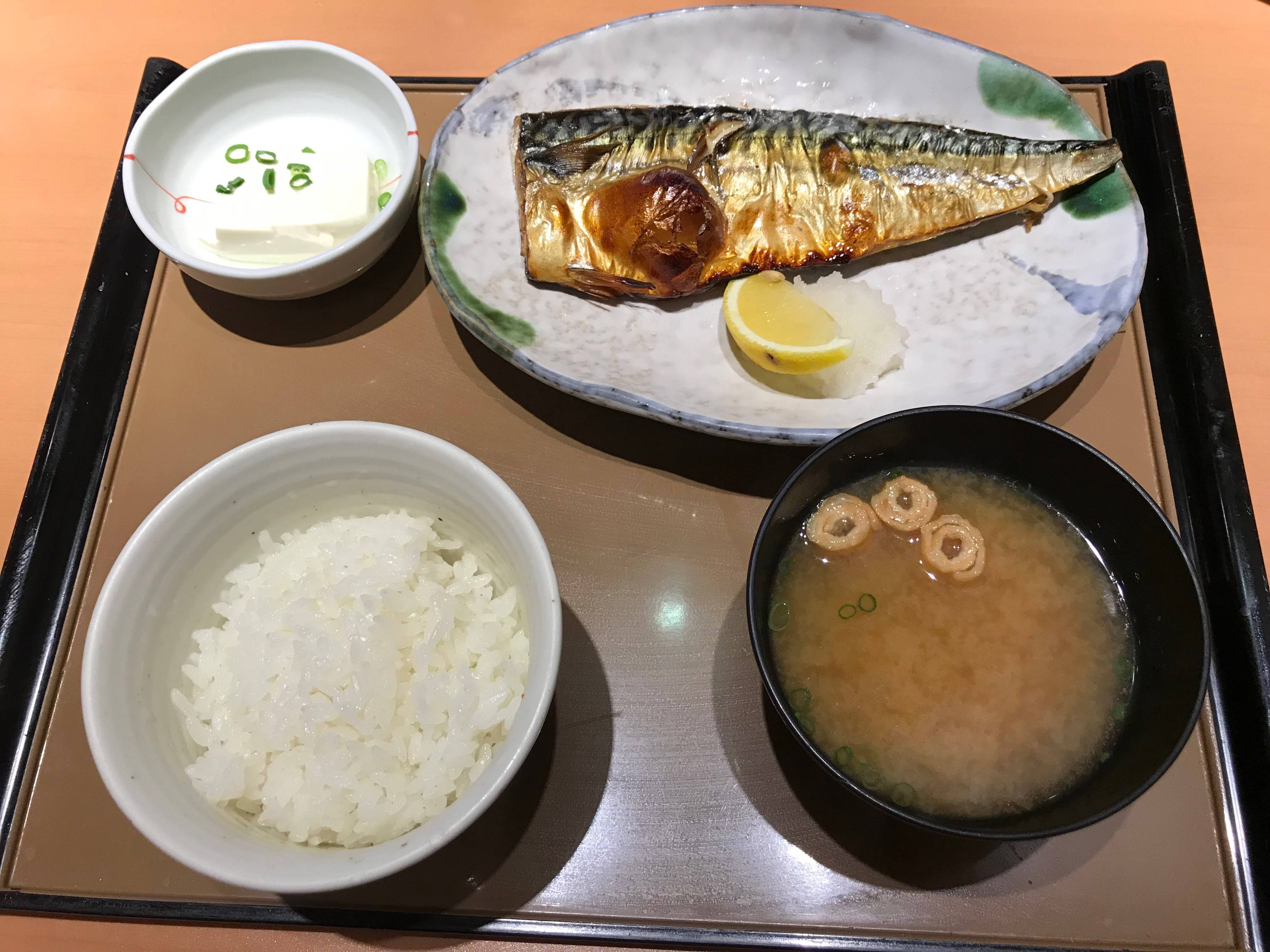
Daikon (gerieben, unter dem Fisch) zum Fisch, Reis und Suppe, Tokio 2018
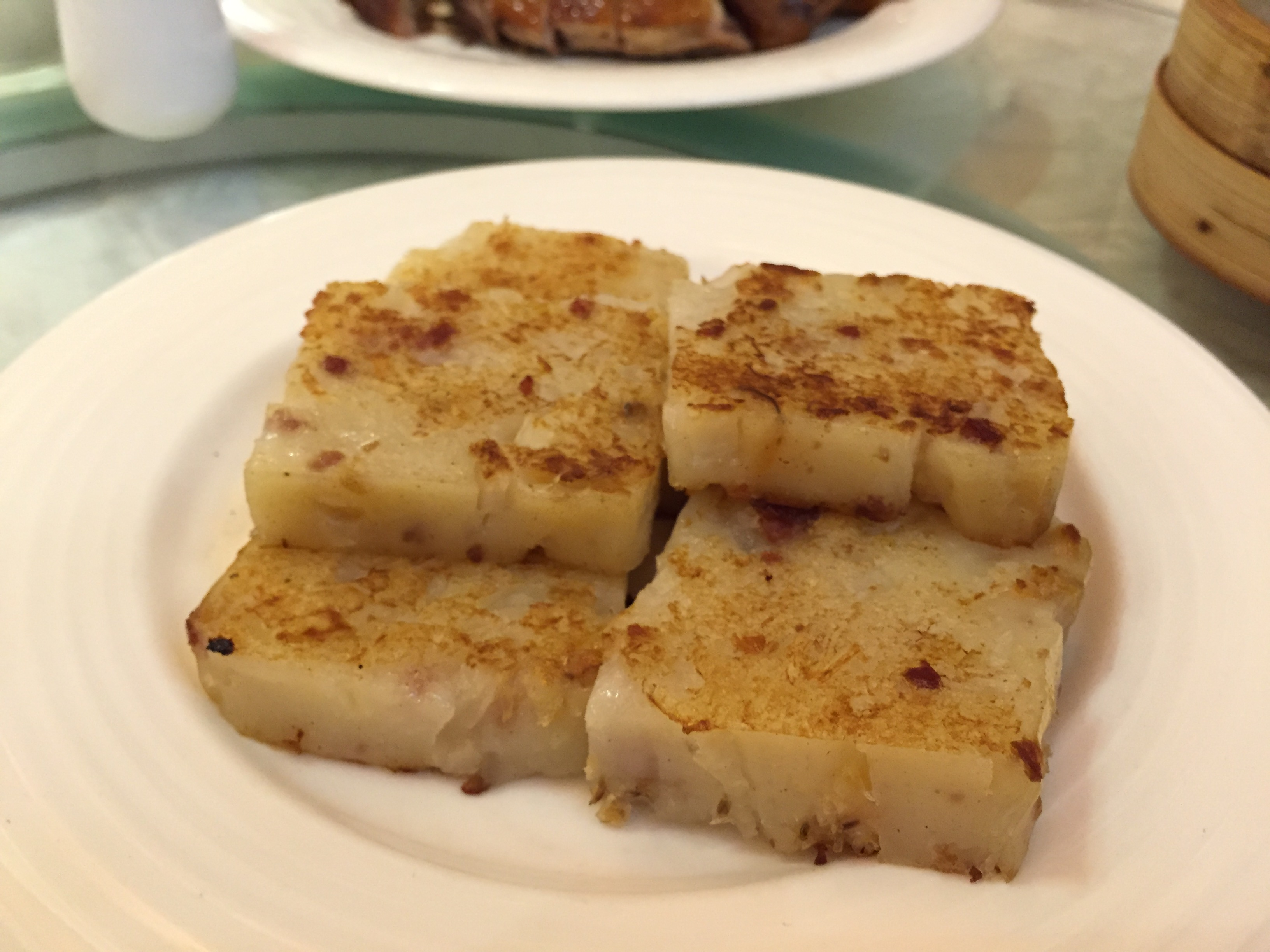
„Rettich-Kuchen“[23], Taipei 2015
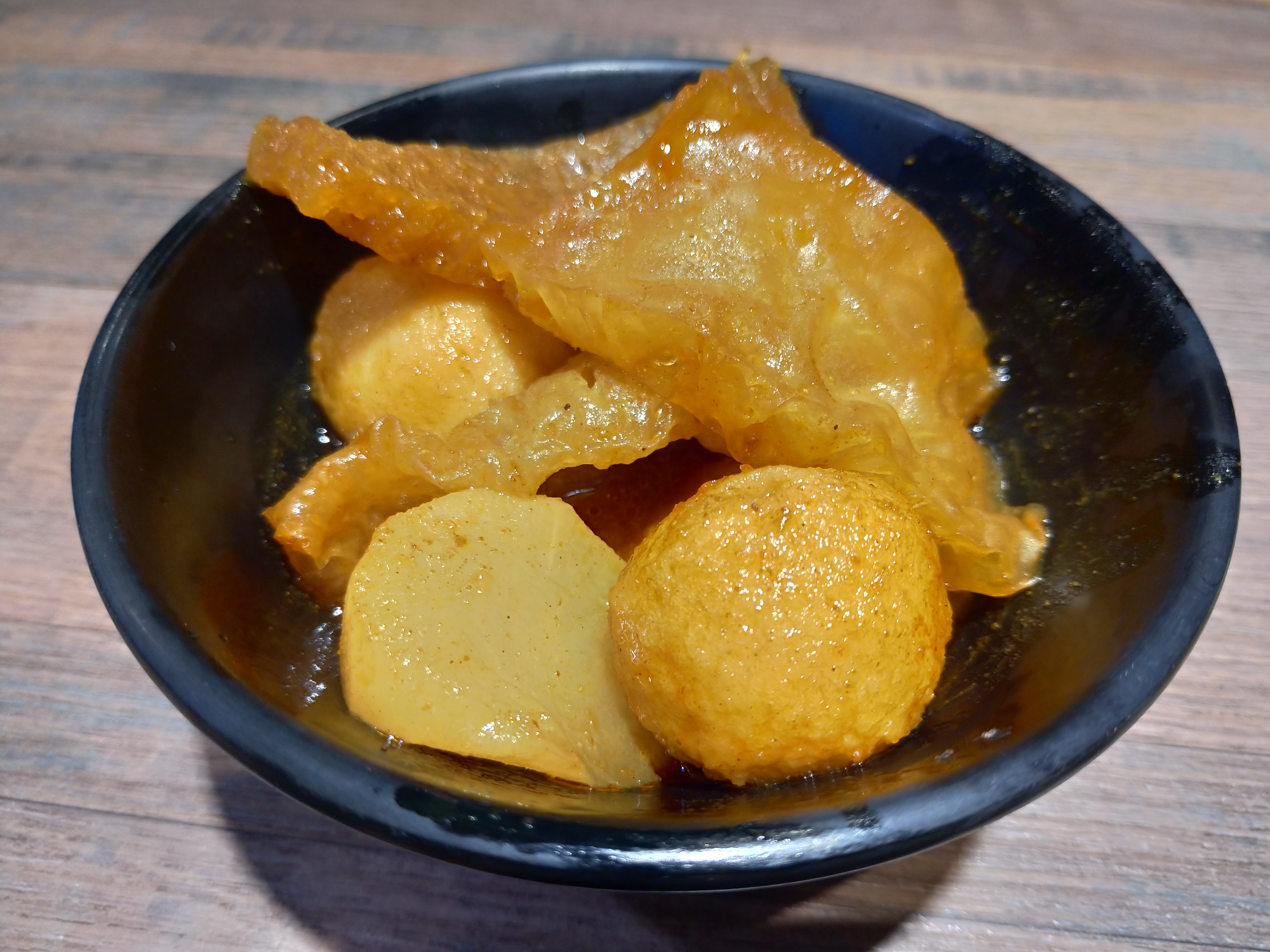
Luobo, frittierte Fischklößchen[24] und Schweinehaut[25], Hongkong
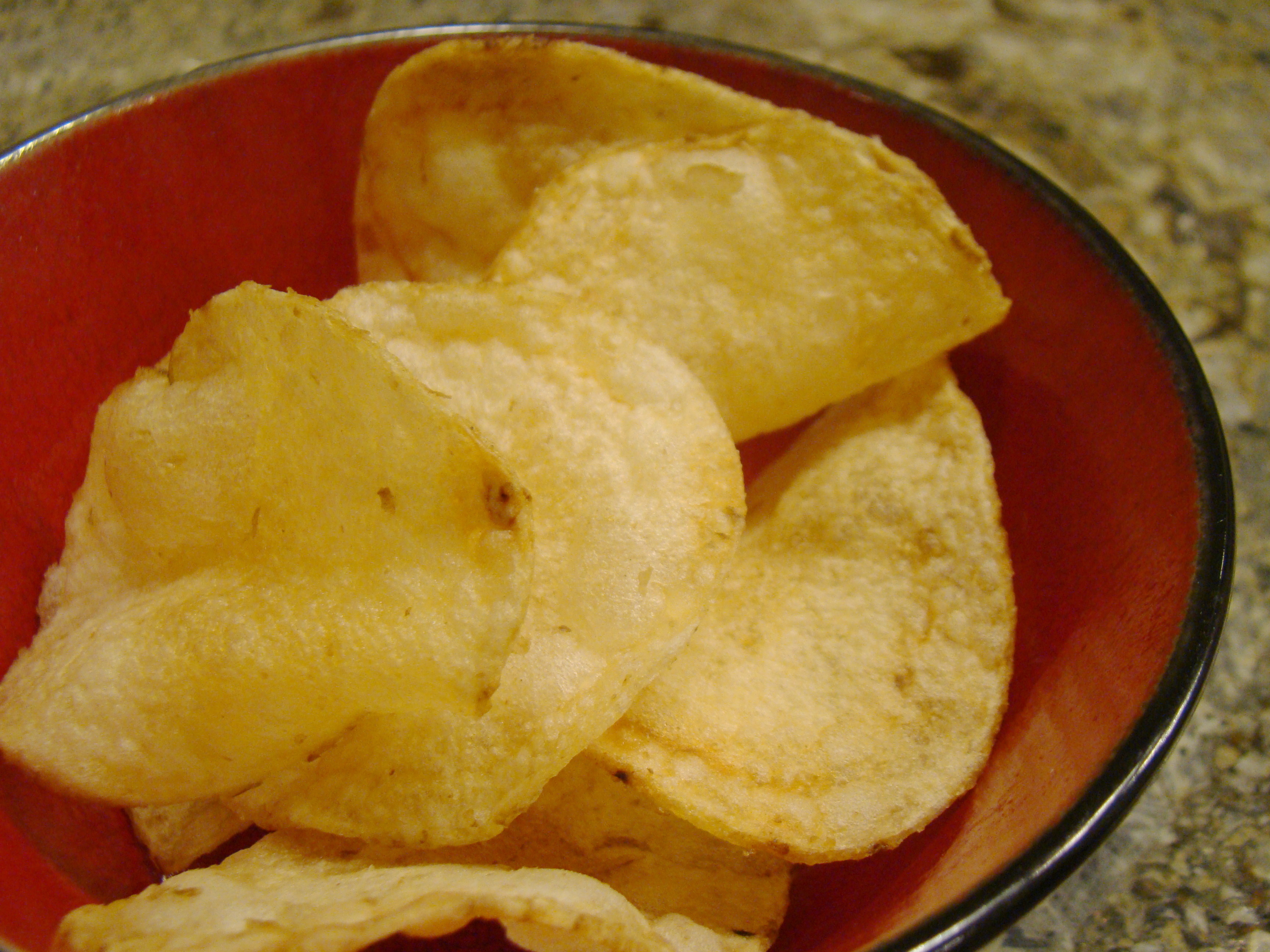
„Daikon-Chips“ – Snack, 2010

In der chinesischen und koreanischen Küche hat der Daikon auch einen wichtigen Platz. In China wird er beispielsweise gern in Gerichten der regionalen kantonesische Küche wie poon choi (chin. 盤菜 / 盘菜,  páncài – „Schüsselgericht“) verwendet. Er wird auch zum Currygericht oder zusammen als Imbiss mit „frittierten Fischklößchen“ (炸魚丸 / 炸鱼丸,  zhá yúwán) und „frittierte Schweinehaut“ (炸豬皮 / 炸猪皮,  zhá zhūpí) gegessen. Als Hauptbestandteil im traditionellen „Rettich-Kuchen“ (蘿蔔糕 / 萝卜糕,  luóbogāo, englisch turnip cake), als Dimsum und Speise zum chinesischen Neujahrsfest überall in China bekannt, ist der Winterrettich nicht aus den Küchen Chinas wegzudenken. Ein ähnliches Gericht kennt die Thai-Küche als khanom pad ka.
In Korea wird der Winterrettich auch vielseitig verwendet, so beispielsweise das frische oder getrocknete Blattwerk als Suppengrün in Suppen wie Soegogi-Muguk, als Zutat in Reisgerichten wie Siraegi-bap oder die durch langsames Köcheln zubereitete Speicherwurzel des Rettichs im Gericht Mu-Jorim. In Salaten oder Wraps, wie Musam oder Bingtteok, sind Rettichsprossen und -streifen auch beliebt. Eingelegt findet man Winterrettiche zum Beispiel in verschiedenen koreanischen Gerichten wie Ssammu, Chikinmu, Kkakdugi-Kimchi, Dongchimi-Kimchi oder Chonggak-Kimchi.
In der nepalesischen Küche wird der Daikon ebenso mit Chili eingelegt und in der Sonne als Mula ko Achar fermentiert.

## Inhaltsstoffe
Der Winterrettich bzw. Daikon enthält folgende Inhaltsstoffe: Er ist kalorien- und fettarm, da er zum Großteil (94 %) aus Wasser besteht. Winterrettich enthält neben verschiedenen B- und C-Vitaminen auch pflanzliche Enzyme wie beispielsweise Myrosinase. Außerdem ist der Riesenrettich reich an Mineralstoffen, Flavonoiden, schwefelhaltigen Ölen, Zimtsäuren, Asparaginsäure und scharfen ätherischen Senfölen (Senfölglykosiden). 100 g des Riesenrettichs Daikon enthalten etwa ein Drittel (27 %) der empfohlenen Tagesdosis an Vitamin C für den menschlichen Körper – zwischen 19 und 30 Jahre circa 90 mg bei Männern (75 mg bei Frauen). Die Werte der Inhaltsstoffe dienen als allgemeine Orientierung, da Umwelt- und Anbaubedingungen Einfluss auf diese Werte nehmen.
| Brennwert       | Wasser | Fett  | Eiweiß | Kohlenhy. | Ballastst. | Zucker |
| --------------- | ------ | ----- | ------ | --------- | ---------- | ------ |
| 75 kJ (18 kcal) | 94,6 g | 0,1 g | 0,6 g  | 4,1 g     | 1,6 g      | 2,5 g  |

| Gesätt. Fettsäuren | Einf. ungesätt. Fettsäuren | Mehrf. ungesätt. Fettsäuren | Folsäure |
| ------------------ | -------------------------- | --------------------------- | -------- |
| 30 mg              | 17 mg                      | 45 mg                       | 28 µg    |

| Eisen  | Kupfer  | Kalium | Kalzium | Magn. | Natrium | Phosphor | Selen  | Zink    |
| ------ | ------- | ------ | ------- | ----- | ------- | -------- | ------ | ------- |
| 0,4 mg | 0,12 mg | 0,23 g | 27 mg   | 16 mg | 21 mg   | 23 mg    | 0,7 µg | 0,15 mg |

| β-Carotin | Vita. A | Vita. B1 | Vita. B2 | Vita. B3 | Vita. B5 | Vita. B6 | Vita. C | Vita. K1 |
| --------- | ------- | -------- | -------- | -------- | -------- | -------- | ------- | -------- |
| – mg      | – mg    | 20 µg    | 20 µg    | 0,2 mg   | 0,14 mg  | 46 µg    | 22 mg   | 0,3 µg   |

Quellen zu Tabellen:
Fußnote:

## Medizinische Wirkung
Schon in der Volksmedizin Europas wurde der Rettich allgemein zur Behandlung von Krankheiten wie Gicht, Rheuma oder Husten eingesetzt. Bereits im alten China schätzte man die heilsame Wirkung des chinesischen Rettichs – Luóbo. Der Winterrettich wirkt innerlich und hat nachweislich eine Heilwirkung auf die menschliche Gesundheit, die Funktionen der Galle, Leber sowie des gesamten Verdauungssystems fördert. Aufgrund der darin enthaltenen Senföle – insbesondere das Raphanol, die verdauungsfördernd wirken und die Produktion von Gallenflüssigkeit in der Leber anregen. Sie unterstützen somit bei der Verdauung von Fetten. Verdauungsbeschwerden wie Verstopfung oder Blähungen werden so ergänzend behandelt. Öle und Bitterstoffe des Winterrettichs haben antibiotische Wirkung. Sie haben im Körper einen anti-bakteriell, anti-viral und entzündungshemmenden Effekt. Sie wirken schleimlösend und lindern Hustenreize. Durch die Anreicherung der Öle und Bitterstoffe in Lunge und Harnblase regen sie die Flüssigkeitsproduktion der Schleimhäute der Atemwege an. Die krampf- und schleimlösende Wirkung der Öle und Bitterstoffe hilft sowohl Atemwege sich vom Schleim und Bakterien zu befreien als auch Pilze und Keime im Verdauungsapparat zu bekämpfen. Daikon-Sprossen zeigen Potenzial zur Krebsvorbeugung aufgrund der darin enthaltenen Antioxidanzien und Phenolverbindungen. Eine Studie aus dem Jahr 2017 zeigt, dass die im Daikon enthaltenen Isothiocyanate – wie in anderen Kreuzblütlern – krebspräventive Eigenschaft aufweisen und so das Risiko von Brustkrebs reduzieren können.
Außerdem stärkt der Daikon bestimmte Nierenfunktionen und unterstützt bei der Entgiftung (Detoxifikation) des menschlichen Körpers. Der relativ hohe Vitamin-C-Gehalt im Daikon stärkt außerdem das Immunsystem. Im Winterrettich enthaltenes Kalzium ist gut für den Knochen und hilft bei der Osteoporosevorbeugung. Aufgrund des Nährstoffgehalts und der Zusammensetzung von lebenswichtigen Nährstoffen im Daikon mit viel Ballaststoffen und wenig Kalorien ist der Daikon eine gesunde Knabberei und ein geeignetes Lebensmittel bei der Diät zur Gewichtsreduzierung. 2019 stellte man in einem Tierversuch fest, dass sich Daikon in der Bekämpfung der Fettsucht positiv auswirkt. Menschen mit empfindlichem Magen sollten den Verzehr von Rettich und dessen Sprossen meiden, da die scharfen Senföle – insbesondere Daikon-Sprossen – die Magenschleimhäute zusätzlich reizen. Allerdings nimmt die Schärfe der Daikon-Sprossen ab, je länger man sie nach der Ernte stehen lässt. Auch Menschen nach einer Kolik oder einer entzündlichen Gallenwegserkrankung sollten darauf verzichten.

## Schädlinge und Krankheiten
Zu den Schädlingen zählen der Kohlerdfloh, die Blattlaus, der Drahtwurm und die Rettichfliege. Die Blattlaus ernährt sich allgemein von Pflanzensäften. Bei Überdüngung oder Übertrocknung der Pflanzen kommt es zu vermehrtem Schädlingsbefall. Das Abspitzen mit Wasserstrahl oder Behandlung mit Rapsöl-, Kaliseifen-, und Pyrethrum-Präparaten helfen gegen Blattlausbefall. Der Kohlerdfloh, ein kleiner schwarzer bzw. gelbschwarzgestreifter Käfer, tritt meist bei den Jungpflanzen in Massen auf, gefördert durch Wärmeperioden im Sommer und zu trockene bzw. schlechte Bodenverhältnisse. Gut geharktes durchlüftetes Erdreich senkt das Risiko des Schädlingsbefalls mit Kohlerdfloh. Behandlung mit Gesteinsmehl oder Algenkalk und Besprühen der Pflanze mit konzentriertem Wermut-Tee dienen der Vorbeugung. Ein feinmaschiges Netz aus Vliesstoff schütz vor Käferbefall. Bei einer Mischkultur mit Kresse wird der Kohlerdfloh von dieser angezogen und meidet den Winterrettich. Ein Drahtwurmbefall erkennt man anhand von Fraßgängen in den Wurzelknollen. Durch Auslegen von Köderfallen mittels Möhren oder angeschnittenen Kartoffeln kann der Schädlingsbefall reduziert werden. Allerdings verlangt dies eine regelmäßige Kontrolle.
Die Pilzkrankheit Rettichschwärze (Aphanomyces raphani) und die Pflanzenerkrankung falscher Mehltau sind beim Winterrettich zu beobachten. Zur Vorbeugung von falschem Mehltau sollte man möglichst resistente Winterrettichsorten anbauen, nicht zu eng pflanzen und regelmäßig Unkraut jäten. Ein Verzicht auf stickstoffbetonte Düngung und Besprühung der Bepflanzung mit pflanzenstärkenden Mitteln wie Kieselsäure- und Huminsäurepräparaten sowie Ackerschachtelhalmbrühe oder pilzhemmenden Pflanzenextrakten gehören zu den Maßnahmen der Vorbeugung. Rettichschwärze tritt insbesondere bei zu hoher Bodenfeuchte, Temperaturen über 20 Grad Celsius und Nutzung frischen Stallmistes als Düngung sowie Anbau unter Folie oder Glas auf. Der Pilz breitet sich im Boden aus und dringt beispielsweise durch Risse der Außenhaut des Rettichs ins Pflanzeninnere ein. Dabei färbt sich die äußerste Schicht des Rettichs blauschwarz bis in den Kern der Pfahlwurzel und ruft Deformation und Missbildung der Knollen hervor. Auf Fruchtwechsel für Kreuzblütler ist zu achten. Alle 3 bis 4 Jahre auf demselben Feld Rettich anzupflanzen beugt Krankheitsbefall vor.

## Arten
Der Winterrettich ist eine weltweit verbreitete Kulturpflanze mit einer Großzahl von verschiedenen Kulturvarietäten. Die in Deutschland erhältliche japanische Rettichsorte „Minowase Summer Cross Nr. 3“ hat eine besonders lange Pfahlwurzel und ist tolerant gegenüber Pilz- und Viruserkrankung. Sie ist sowohl für den Sommer- als auch Winteranbau geeignet. Allerdings sollte die Aussaat nicht vor Juni erfolgen wegen Schossgefahr.
| Bild | Name                        | Alternativ   | Herkunft | Bemerkung0                                                                      |
| --- | --------------------------- | ------------ | -------- | ------------------------------------------------------------------------------- |
| | Aokubi-Daikon               | 青首大根     | Japan    | Gewöhnlicher „Grün-Kopf“-Daikon bzw. „Grün-Nacken“-Daikon auf dem Markt in Nara |
| | Gensuke-Daikon              | 源助大根     | Japan    | —                                                                               |
| | Edo-Daikon                  | 江戸大根     | Japan    | Edo – Historisches Tokio                                                        |
| | Iwai-Daikon                 | 祝だいこん   | Japan    | —                                                                               |
| | Kameido-Daikon              | 亀戸大根     | Japan    | Kameido – eine Ortschaft im Bezirk Kōtō von Tokio                               |
| | Karami-Daikon               | 辛味大根     | Japan    | „Scharfschmeckender Daikon“                                                     |
| | Nezumi-Daikon               | 鼠大根       | Japan    | „Maus-Daikon“                                                                   |
| | Sakurajima-Daikon           | 桜島大根     | Japan    | Sakurajima – Aktiver Vulkan bei Kagoshima auf dem Hauptinsel Kyūshū             |
| | Shibori-Daikon              | しぼり大根   | Japan    | —                                                                               |
| | Shōgoin-Daikon              | 聖護院大根   | Japan    | Shōgoin – buddhistischer Tempel in Kyōto                                        |
| | Chinesischer Rettich        | 蘿蔔 a       | China    | Luóbo – Gewöhnlicher Rettich in China                                           |
| | Xīnlǐměi-Rettich b          | 心裡美蘿蔔 a | China    | Xīnlǐměi – „Im Herzen Schön“ – chinesischer Rettich mit rotem „Kernfleisch“     |
| | Mooli-Rettich               | —            | Indien   | Mooli – Gewöhnlicher Rettich auf dem Koyambedu-Markt in Chennai                 |
| | Sascha-Daikon               | —            | Russland | —                                                                               |
| | Rozovyi-Blesk-Misato-Daikon | —            | Russland | —                                                                               |
| | Zelenyi-Bogatyr-Daikon      | —            | Russland | —                                                                               |
| Anmerkung: a Bezeichnung in traditionelle Langzeichen der chinesischen Schriftb Die chinesische Xīnlǐměi-Rettich ist in Japan als Aokawa-Kōshin-Rettich (jap. 青皮紅心大根 Aokawa kōshin daikon, deutsch ‚„Grünhaut-Rotherz-Daikon“‘) bzw. Kōshin-Rettich (紅芯大根 Kōshin daikon, deutsch ‚„Rotkern-Daikon“‘) bekannt. |                             |              |          |                                                                                 |

## Trivia
In manchen deftigen Gerichten der chinesischen Küche wird der Daikon gern als Zutat verwendet, um so das Völlegefühl nach dem Genuss zu reduzieren, da die verdauungsfördernde und medizinische Wirkung auch in der TCM lange bekannt war. In einem alten chinesischen Sprichwort aus Nordchina heißt es etwa:

“吃辣蘿蔔喝熱茶，餓的大夫滿街爬。 / 吃辣萝卜喝热茶，饿的大夫满街爬。”

„Chī là Luóbo hē rè Chá, ède Dàifu mǎn Jiē pá.“

„Scharfen chinesischen Rettich essen und heißen Tee trinken lässt ganze Straßen voller hungernder Ärzte auf Knien betteln.
englisch Eating pungent radish and drinking hot tea lets the starved doctors beg on their knees“

## Galerie

Japanischer Rettich – Daikon – auf dem Feld
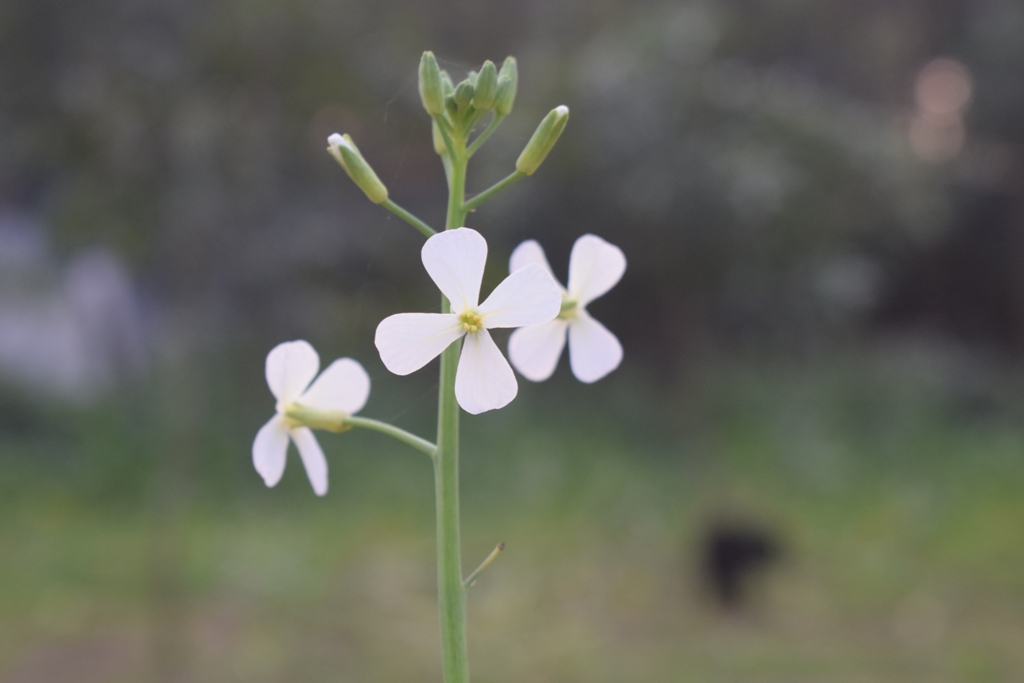
Weiße Daikon-Blüte, 2018
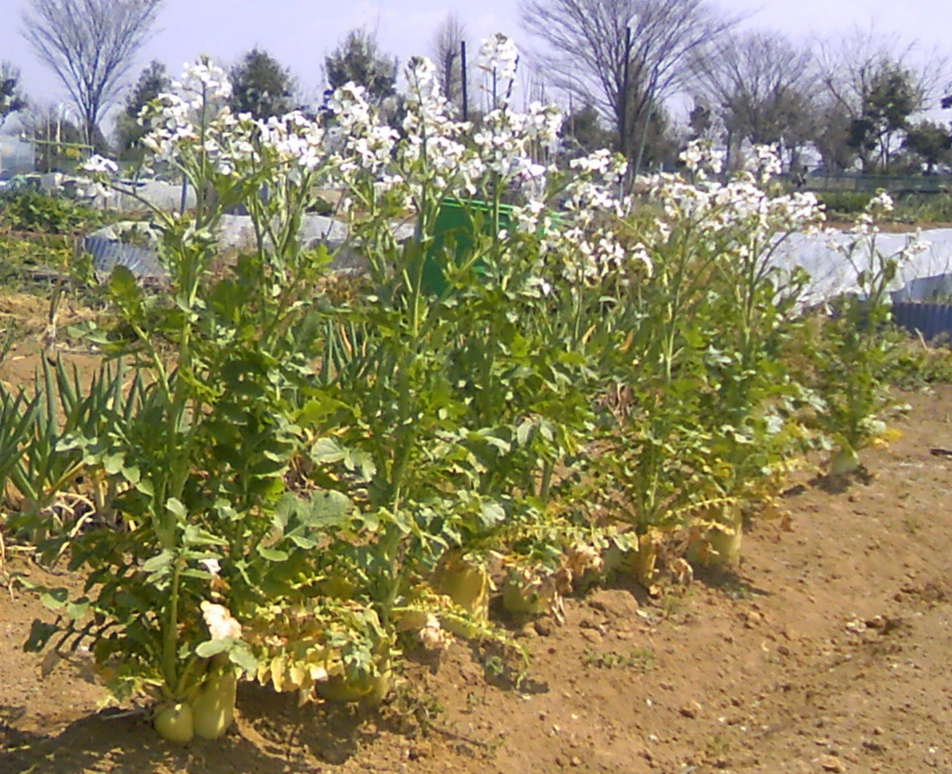
Daikon-Blütenstand, Saitama 2009
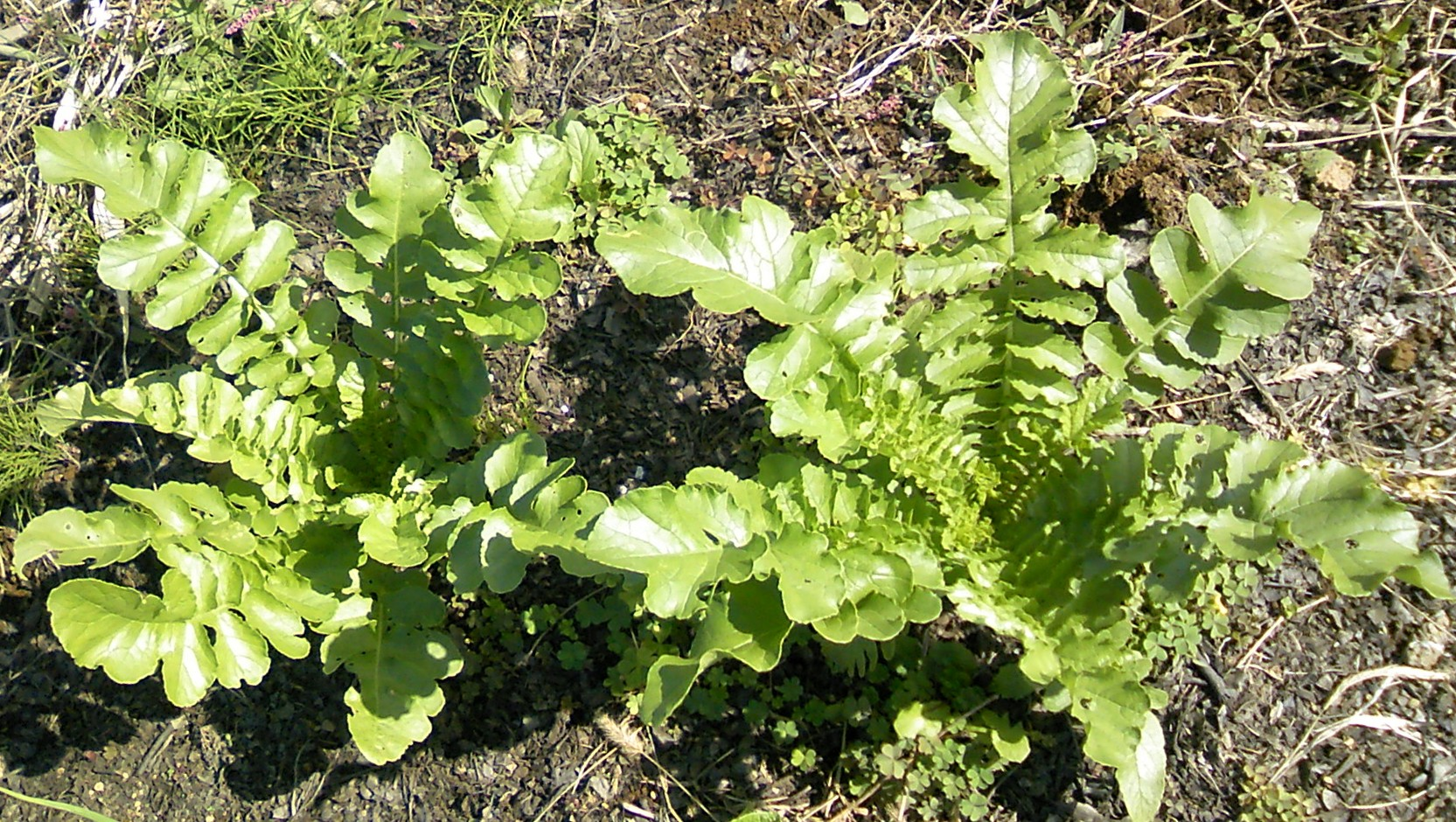
Daikon-Blattwerk, 2008
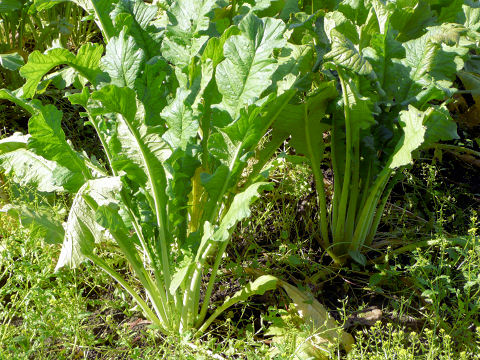
Shibori-Daikonfeld, 2010
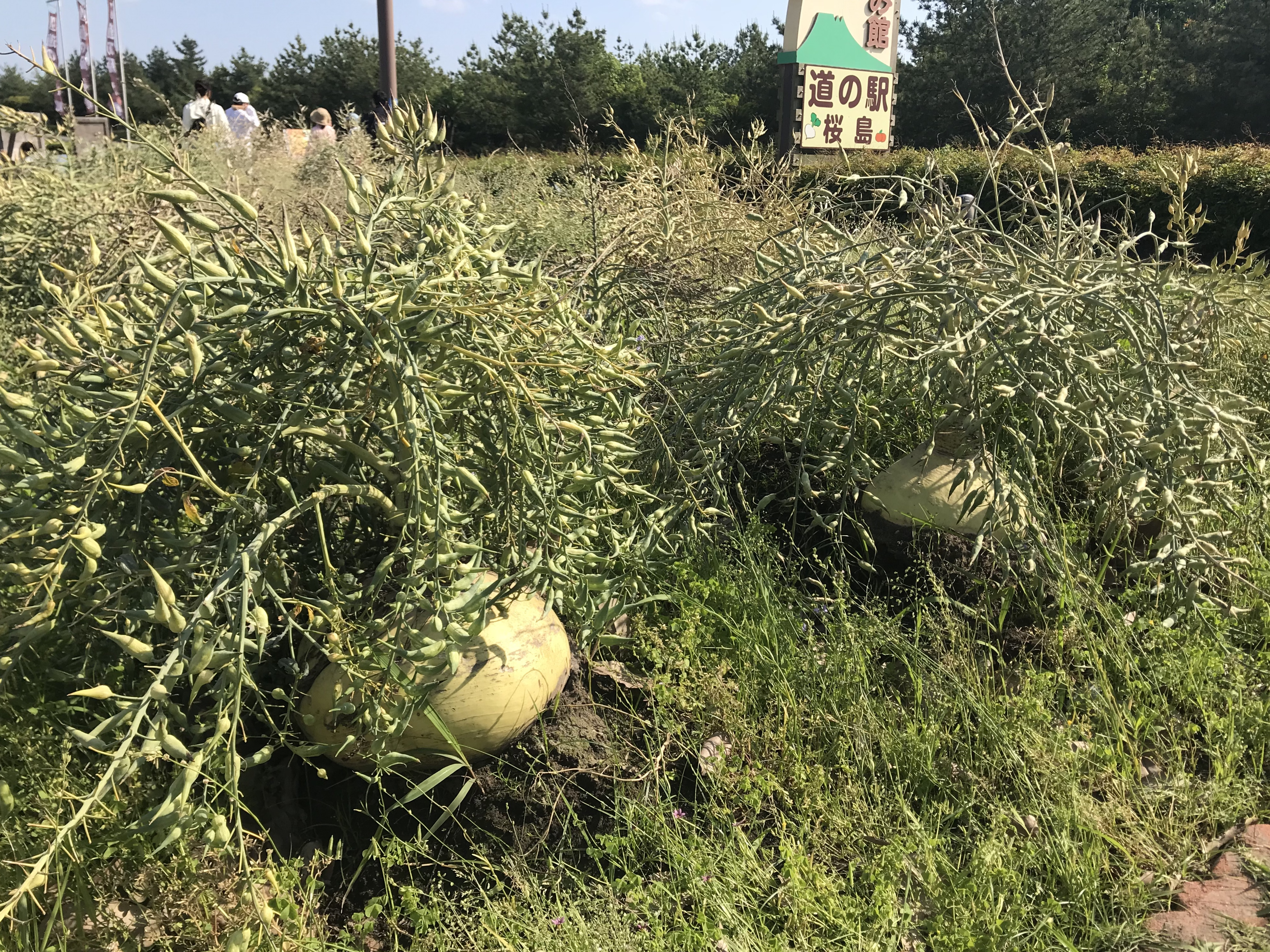
Sakurajima-Daikonfeldwegrand 2018
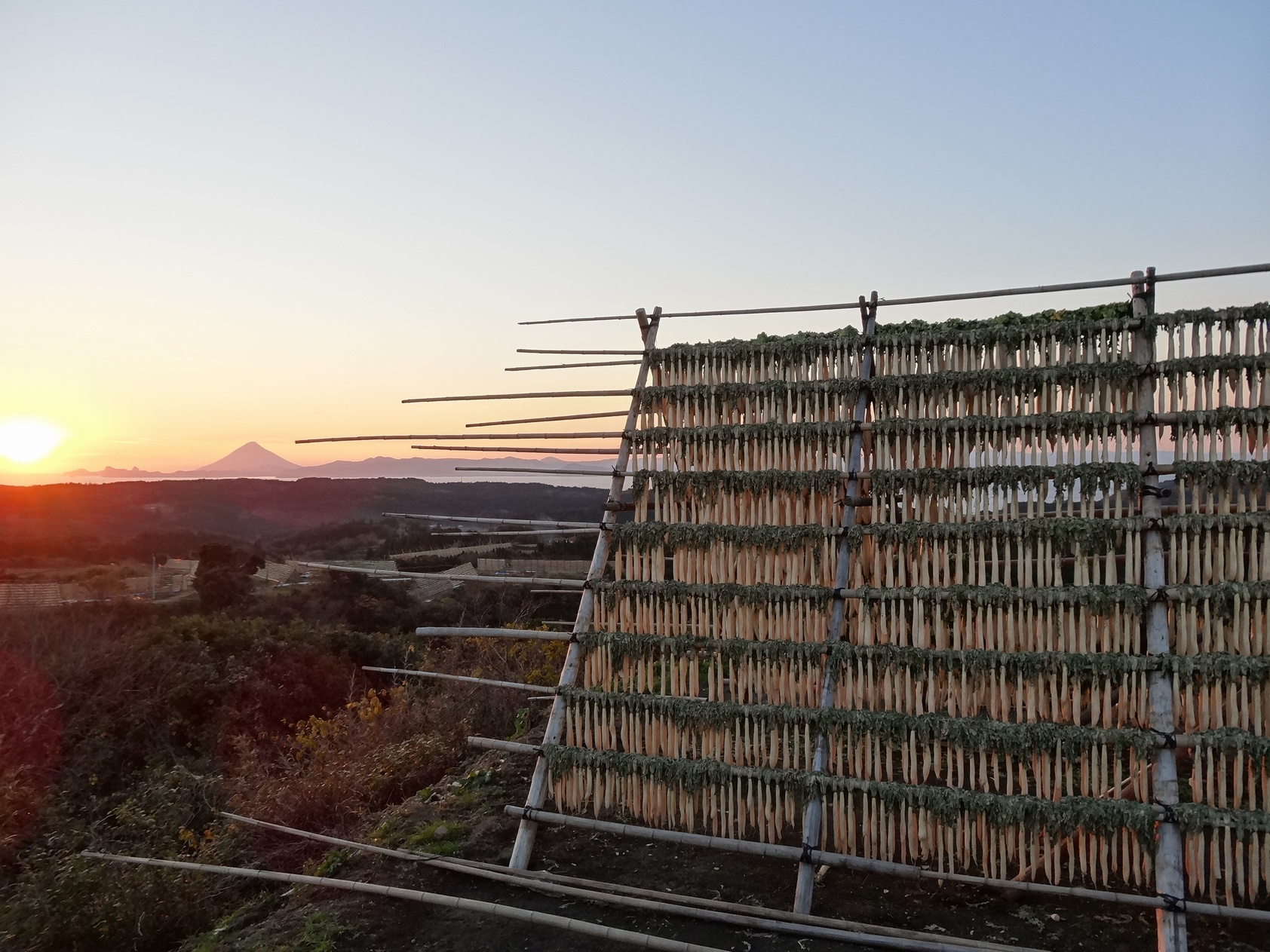
Daikon-Trocknung, 2012

- Japanischer Rettich – Daikon in der Kunst 2
- Druckgrafik[37]

Japanischer Rettich – Daikon in der Kunst
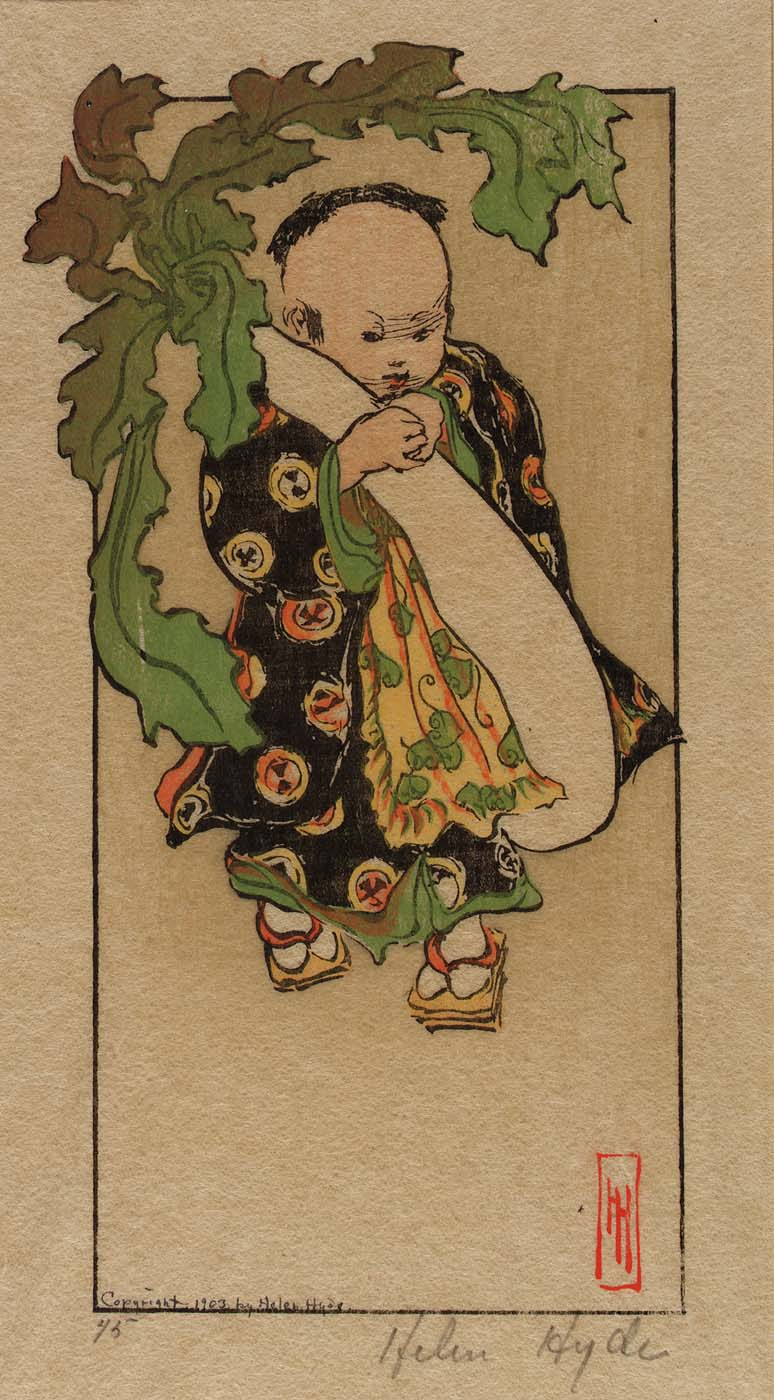
Druckgrafik
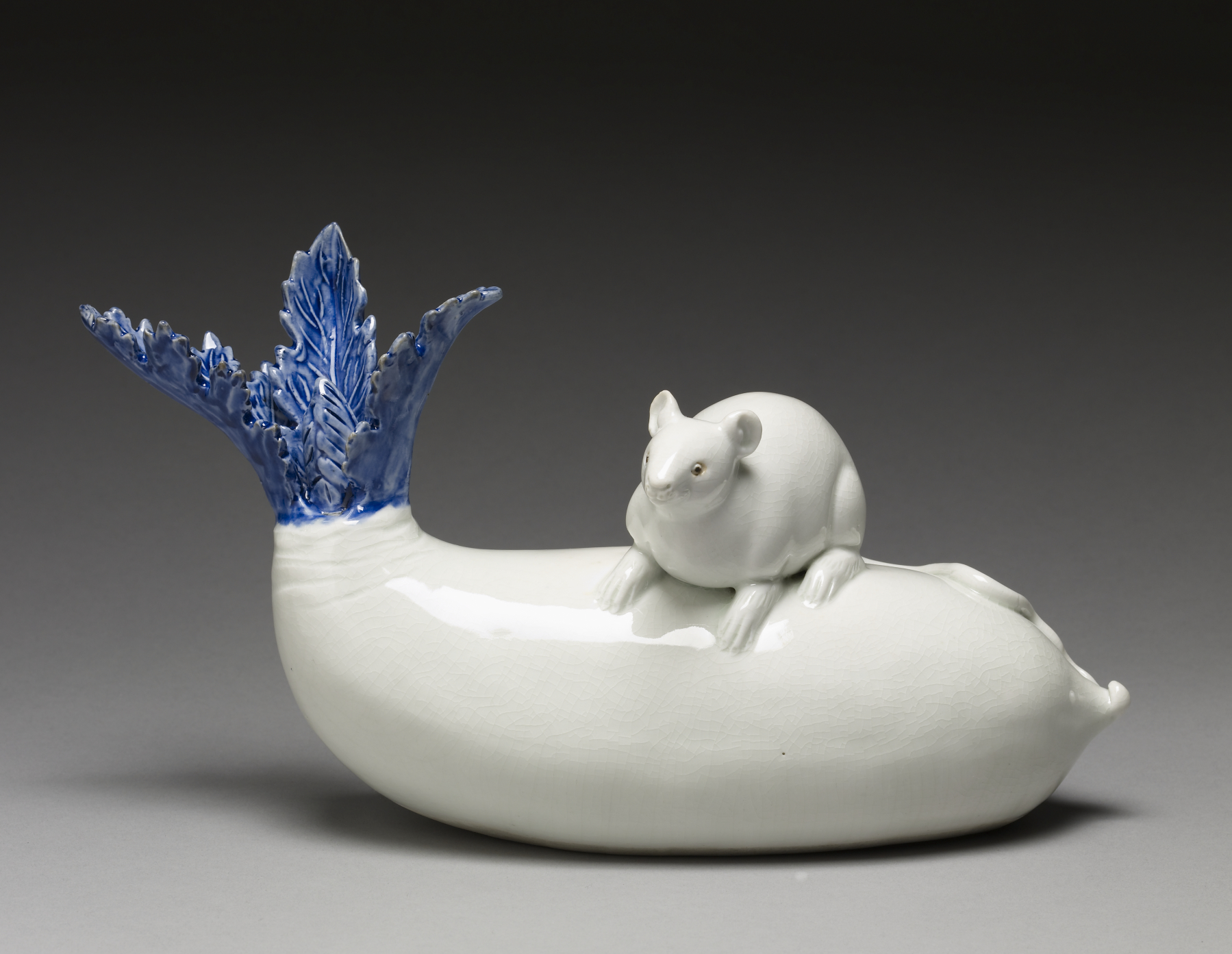
Hiradoware – Porzellan{
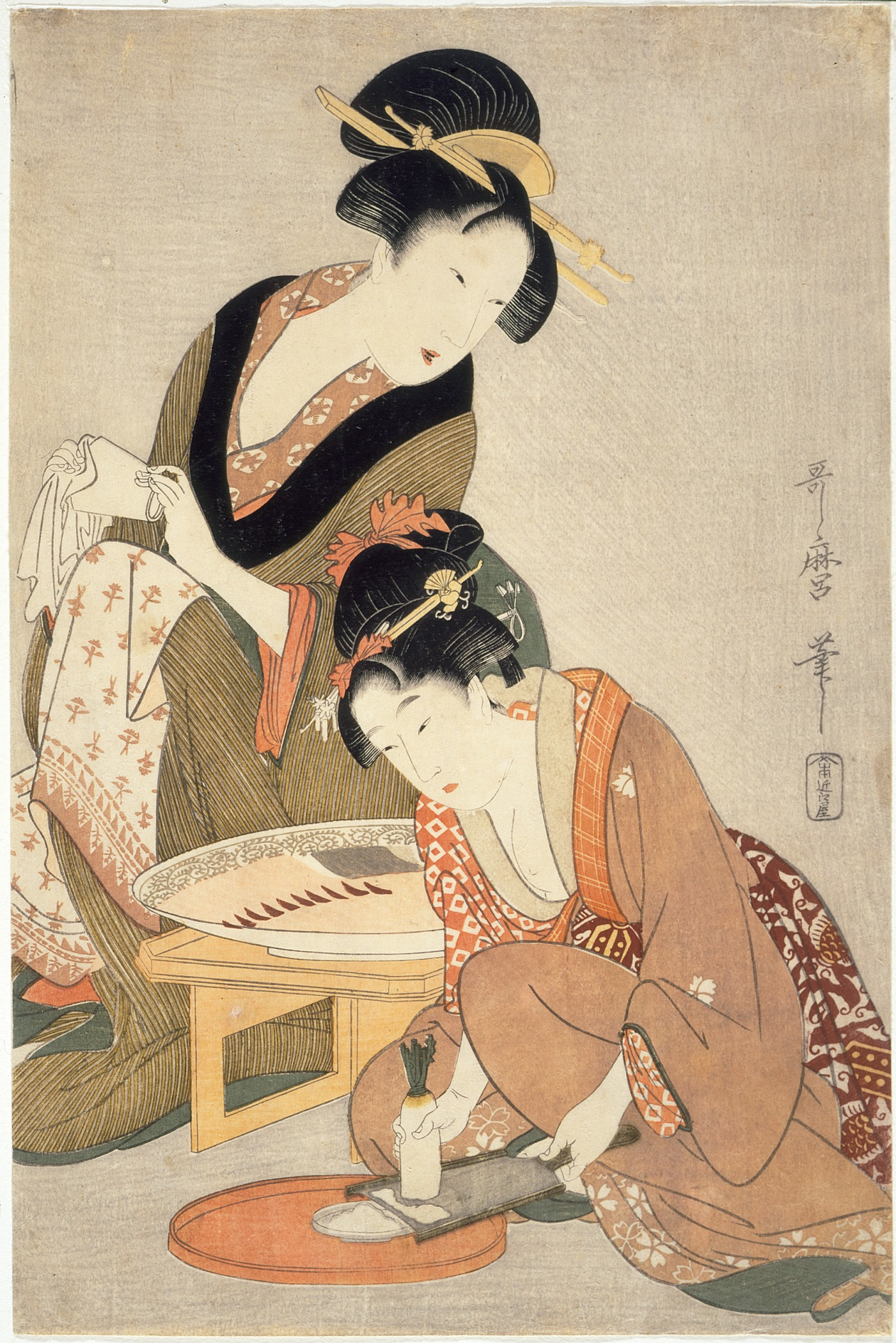
Farbholzschnitt

- Farbholzschnitt[39]
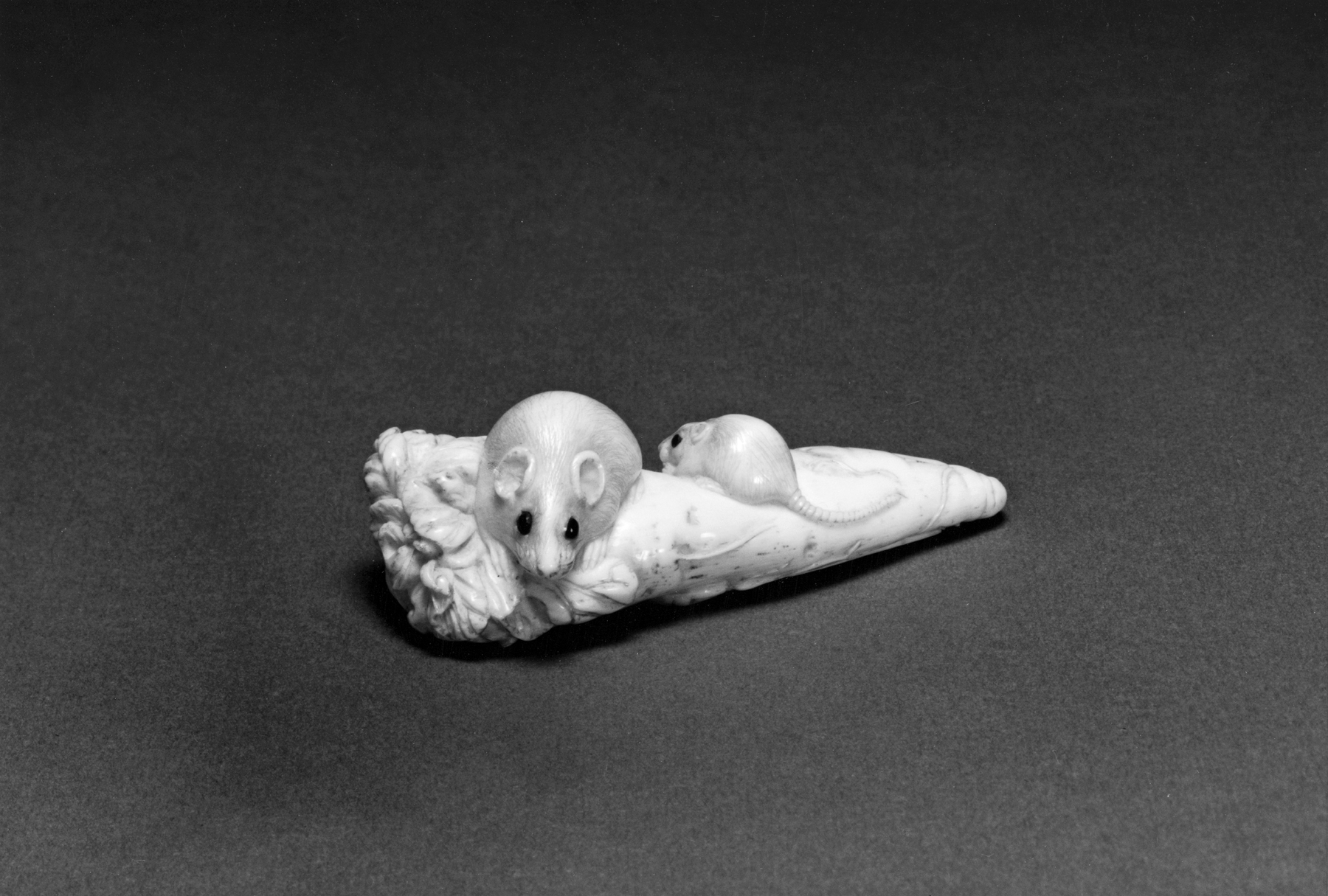
Schnitzerei aus Elfenbein
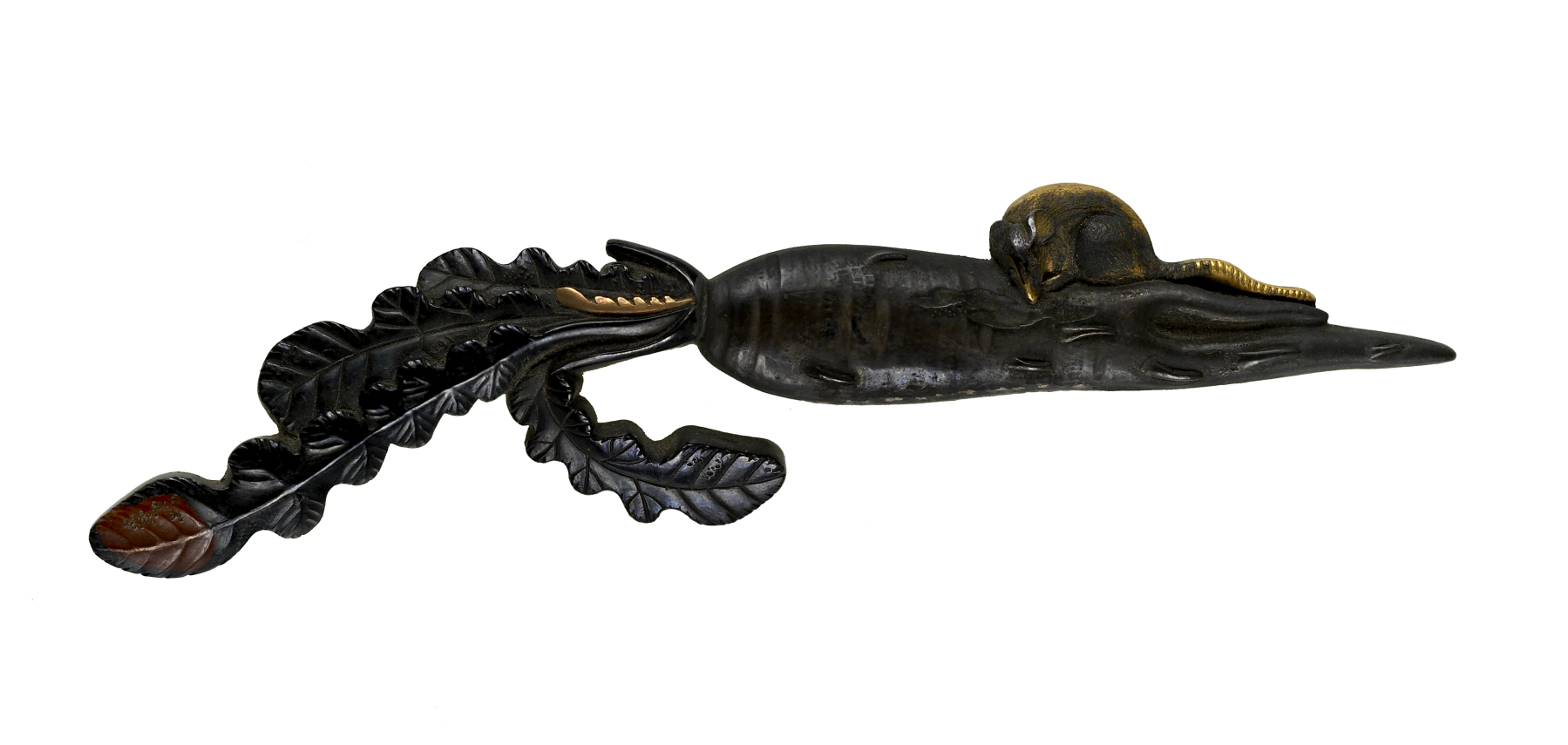
Griffornament – Kupfer, Gold und Silber
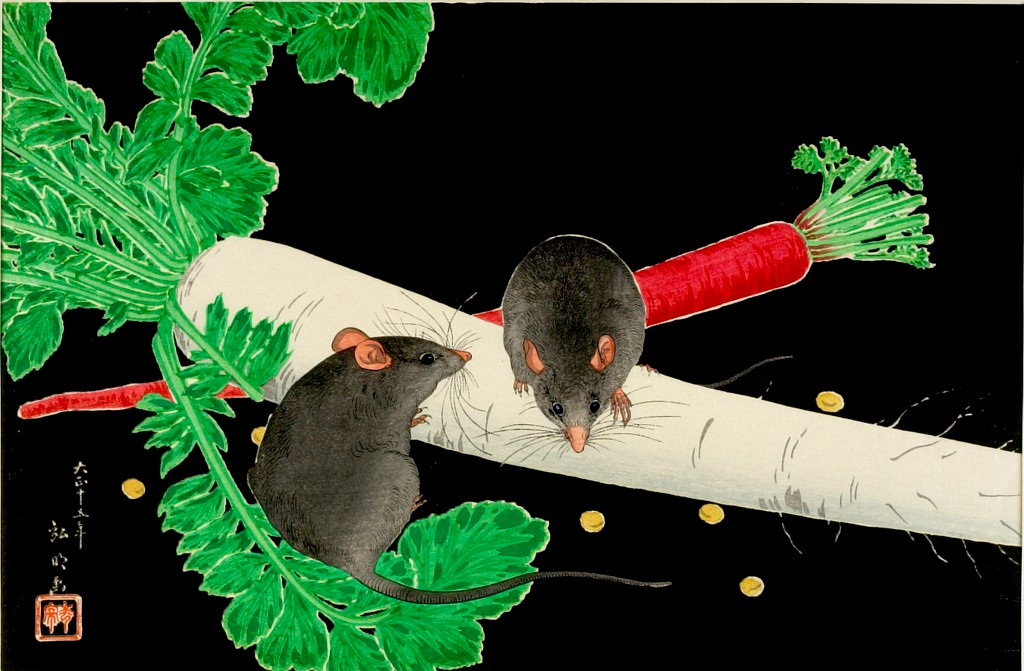
Japanischer Holzschnitt

Fußnote: